# Invaze do Goy
Invaze do Goy (v Indii označováno jako osvobození Goy) byl útok armády Indické republiky proti portugalským državám v Indii 17. až 19. prosince 1961. Střet si vyžádal 22 mrtvých Indů a 30 mrtvých Portugalců a skončil vítězstvím Indie a připojením portugalských držav k Indii. Indickou invazí skončila 451 let dlouhá historie portugalských kolonií v Indii. Indové tuto invazi označili krycím jménem operace Vijay („vítězství“).

## Pozadí
Goa se stala portugalskou kolonií roku 1510 po válce s Bijapurským sultanátem. Většina Indie se později stala britskou kolonií. Indie získala nezávislost na Británii roku 1947. Na území Portugalské Indie žilo 637 591 obyvatel.[kdy?] 61 % obyvatel tvořili hinduisté, 36,7 % křesťané (převážně katolíci) a 2,2 % muslimové. 18. června 1946 uspořádal indický socialista Ram Manohar Lohia demonstraci proti Portugalcům, za což byl zadržen. Od června do listopadu se konaly v Goe velké demonstrace. V čele Portugalska byl konzervativní státník Salazar. Kromě těchto nenásilných protestů vznikly nelegální organizace Azad Gomantak Dal a United Front of Goans (sjednocená fronta Goanů), finančně, logisticky a zbrojně podporované indickou vládou. Tyto skupiny podnikaly teroristické útoky na železniční, vodní i silniční dopravu, telegrafní a telefonní spojení.

## Vzrůst napětí
Dne 27. února 1950 Indická republika požádala Portugalsko o zahájení jednání o předání Portugalské Indie. Odpověď Portugalska zněla, že Indická republika nemá na tato území nárok, jelikož v době, kdy se Goa stala portugalskou kolonií, Indická republika neexistovala. 11. června 1953 Indie na protest stáhla velvyslance z Lisabonu. Roku 1954 indická vláda zavedla vízová omezení pro cestování z Goy přes Indii, aby ochromila přepravu mezi jednotlivými portugalskými koloniemi.
Mezi 22. červencem a 2 srpnem 1954 přepadli ozbrojení indičtí aktivisté portugalskou posádku v Dadra a Nagar Haveli. Při střetu zemřeli dva Portugalci. Oblast byla připojena k Indii. 15. srpna 1955 se 3 000 až 5 000 indických aktivistů pokusilo na šesti místech na hranici vniknout do Goy. V následujících střetech zemřelo 22 až 30 osob, což vyvolalo v Indii vlnu nevole proti Portugalcům. 1. září 1955 Indie uzavřela konzulát v Goe. V roce 1956 se portugalský velvyslanec ve Francii Marcello Mathias a portugalský dlouhodobý premiér António de Oliveira Salazar dohodli na lidovém referendu v Goe o jejím osudu, což bylo zamítnuto portugalským ministerstvem zahraničních věcí a ministerstvem obrany.
Jak se stupňovaly výhrůžky ze strany Indie, Salazar žádal Spojené království, Brazílii i OSN o zprostředkování. Americký velvyslanec v Indii John Kenneth Galbraith Indii přesvědčoval pro diplomatické řešení sporu. Dne 24. listopadu 1961 Portugalci zaútočili na loď plující mezi indickým přístavem Kochi a portugalským ostrovem Anjediva v domnění, že se jedná o loď s indickými výsadkáři, kteří chtějí obsadit ostrov. Při incidentu zemřel jeden člověk.

## Události těsně předcházející válce
V březnu 1960 portugalský ministr obrany Júlio Botelho Moniz sdělil, že v případě války není šance Gou udržet. Salazar doufal udržení Goy alespoň na osm dní, během kterých by Portugalsko získalo mezinárodní podporu. Portugalské vojenské přípravy započaly roku 1954, kdy bylo v Goe shromážděno 12 000 vojáků. V důsledku povstání v Angole však byla většina vojáků přesunuta do Afriky a v Goe zůstalo 3 300 portugalských vojáků. Vassalo e Silva evakuoval z Goy 700 civilistů evropského původu na Timor na lodi pro 350 pasažérů. 1. prosince 1961 zahájila indická armáda průzkumné operace.

## Indická invaze

### Goa
11. prosince indická prosovětsky orientovaná vláda vydala rozkaz k invazi. Vpád započal indickým útokem na město Maulinguém 17. prosince v 9:45. Při střetu indická armáda zabila dva portugalské vojáky. 18. prosince v 4:00 indická armáda započala ostřelování portugalských pozic jižně od Maulinguému. V 4:30 se pod indickou palbou ocitlo město Bicholim. V 4:40 Portugalci strhli most v Bicholimu. V 5:00 byly strženy mosty ve městech Chapora a Assonora. V 13:30 Portugalci zničili veškerá spojení s městem Panádží (hlavní město Goy), aby zpozdili postup indické armády. Od 18. prosince indická armáda letecky bombardovala Gou. Portugalci letecky evakuovali rodiny vojáků. V noci z 18. na 19. prosince Indové zaútočili na pevnost Aguada. 19. prosince v 7:30 indická armáda bez boje vstoupila do Panádží. 19. prosince od 12:00 do 15:30 probíhaly tvrdé boje o město Margao, správní středisko jižní Goy, v nichž zvítězila indická armáda.
Generál Manuel António Vassalo e Silva kapituloval 19. prosince v 20:30.

### Daman
Portugalskou državu Daman bránilo 360 vojáků, 200 policistů a 30 celníků. Indický útok započal 18. prosince v 4:00. Během prvního útoku zemřeli tři Indové a jeden Portugalec. První indický útok byl odražen. V 11:30 Portugalcům na východní části fronty došly náboje. V 12:00 indická armáda zaútočila na letiště, při útoku zemřel jeden indický voják. Další den v 11:00 se Portugalci v Damanu vzdali. Střet si vyžádal 10 mrtvých Portugalců a 4 mrtvé Indy.

### Díu
Díu je ostrov se stejnojmenným městem na jižním cípu Gudžarátu. Indická armáda na ostrov zaútočila 18.12. v 18:30. Tento útok Portugalci odrazili, stejně jako útok 19.12. v 2:00. Odražen byl též útok v 5:00. V 6:30 Portugalci zachránili zraněného indického vojáka. Se svítáním v 7:00 začal úspěšný útok indické armády. V 12:45 po indickém ostřelování vypukl v pevnosti Díu požár. Místním obráncům se nepodařilo navázat kontakt s Goou ani s Lisabonem, tak se dohodli na kapitulaci. 19.12. ve 12:00 se Portugalci formálně vzdali.

## Diplomatická jednání
18. prosince předalo Portugalsko stížnost Radě bezpečnosti OSN. Žádost byla schválena - pro hlasovaly USA, Velká Británie, Turecko, Francie, Ekvádor, Chile a Čína (tehdy zastupovaná Čínskou republikou rozkládající se na Tchaj-wanu). Proti hlasovaly Sovětský svaz (Indie byla prosovětsky orientovaná) a Srí Lanka. Hlasování se zdržely Libérie a Spojená arabská republika. Invazi kritizoval americký delegát Adlai Stevenson a uvedl, že schvalování takové invaze způsobí, že i jiné země budou své spory řešit obdobným způsobem. Srí Lanka, Libérie a Spojená arabská republika vydaly prohlášení, aby Portugalsko opustilo své území v Indii, které dle rezoluce představuje nebezpečí pro mír a brání jednotě Indie. Rezoluci podpořil Sovětský svaz, ostatní členové Rady bezpečnosti OSN ji odmítly.
Francie, Turecko, Spojené království a Spojené státy vydaly rezoluci, která:
(1) Vyzývá k okamžitému zastavení nepřátelství;
(2) Vyzývá Indii, aby okamžitě stáhla své síly na pozice před 17. prosincem 1961.
(3) Vyzývá Indii a Portugalsko, aby „pokojně usilovaly o trvalé řešení svých rozdílů v souladu se zásadami zakotvenými v Listině“; a
(4) požádala generálního tajemníka OSN, „aby poskytl případnou vhodnou pomoc“.
Tato rezoluce však byla zrušena sovětským vetem.

## Reakce
Indickou invazi schvaloval sovětský vůdce Leonid Brežněv a vyzval Indii, aby ignorovala západní rozhořčení. Mluvčí marocké vlády uvedl, že Indie byla „mimořádně trpělivá". Podporu invazi vyjádřila též Srí Lanka.
Invazi odsoudily Spojené státy americké. V New York Times vyšel článek: „Invazí do Goy premiér Nehrú způsobil nenapravitelné poškození indického dobrého jména a zásad mezinárodní morálky.“ Invazi též zkritizovali vrcholní politici Brazílie.

## Důsledky
Území Portugalské Indie se stalo součástí Indické republiky, což portugalská vláda odmítla uznat. Všem obyvatelům Goy evropského původu Portugalsko nabídlo občanství a přestěhování do Portugalska. Salazar se vyjádřil, že Rada bezpečnosti OSN se stala nástrojem Sovětského svazu, afrických a asijských zemí k prosazování svých zájmů. Portugalsko vyzvalo obyvatele Goy k odporu proti indické anexi. 31. 12. 1974 Portugalsko anexi oficiálně uznalo.
Portugalští vojáci byli drženi v zajetí v indických pracovních táborech. 19. března 1962 se skupina vězněných vojáků pokusila uprchnout v popelářském voze ze zajateckého tábora Ponda. Většina zajatců byla propuštěna v květnu 1963.